# Kurras
Kurras is een historisch merk van motorfietsen. De bedrijfsnaam was Ferdinand Kurras Motorradbau, Berlin-Neukölln.
Dit Duitse merk kwam in 1925 op de markt, toen de "motorboom" in Duitsland na de Eerste Wereldoorlog al op zijn einde liep. In dat jaar sloten juist meer dan 150 merken in Duitsland hun deuren. Kurras leverde kleine aantallen motorfietsen met 173cc-Bekamo-dubbelzuiger-tweetaktmotoren. Ze werden onder de naam Kurras-Sport ook in wedstrijden ingezet. In 1927 moest ook Kurras de productie beëindigen.